# زنبق سیاه
زنبق سیاه شامل چندین گونه گیاه از سردهٔ زنبق است که رنگ آنها سیاه است. این گونه‌های عبارت‌اند از:
- زنبق کرایسوگرافیس (نام علمی: Iris chrysographes) که گیاه بومی کشور چین و میانمار است.
- زنبق نیگیریکانز (نام علمی: Iris nigricans) که گل ملی کشور اردن است.[۱]
- زنبق پترانا (نام علمی: Iris petrana) که گیاه بومی کشور اردن است.
- زنبق سوسیانا (نام علمی: Iris susiana)